# 540.
540. je peto desetletje v 6. stoletju med letoma 540 in 549. 